# 3075 Bornmann
3075 Bornmann este un asteroid din centura principală, descoperit pe 1 martie 1981 de Schelte Bus.